# هنري هيس
هنري هيس هو سياسي أمريكي، ولد في 26 سبتمبر 1847، وتوفي في 25 يناير 1929. انتخب عمدة ميلواكي، ويسكنسن ‏.